# Tamara Klink
Tamara Klink (* 27. April 1967 in Tschimkent, Kasachische SSR) ist eine deutsche Schachspielerin und auch unter den Namen Tamara Kogan und Tamara Girkiyan-Klink bekannt. Im Jahr 2000 erhielt sie von der FIDE den Titel Großmeister der Frauen (WGM).

## Schach
Im Jahre 1984 erhielt die damals 17-jährige Schülerin aus Tschimkent den Titel Meister des Sports der UdSSR. Bei einem Halbfinale der sowjetischen Frauenmeisterschaft 1988 in Minsk wurde sie Dritte hinter Ainur Sofieva und Gjulnara Sachatowa. Im Finale in Alma-Ata belegte sie mit 7 Punkten aus 17 Partien den dreizehnten Platz. 1991 teilte sie mit Tatjana Schumjakina und Rachil Ejdelson den siebten Platz beim Zonenturnier der Frauen in Leningrad.
Tamara Klink vertrat Kasachstan bei den Schacholympiaden der Frauen 1994 in Moskau, 1996 in Jerewan, 1998 in Elista und 2000 in Istanbul.
Nach ihrer Übersiedlung nach Deutschland spielte sie unterschiedliche Mannschaftskämpfe und Turniere. Im Jahr 2000 wurde sie geteilte Dritte beim Open in Kassel, das Lev Gutman gewann. Geteilte Zweite mit Viktor Gasthofer war sie beim Baunatal Open 2000, das Gerlef Meins gewann.
Mit ihrem Schachverein SC Baden-Oos trat sie 2002 beim European Club Cup der Frauen in Antalya an.

### Vereine
In der Deutschen Schachbundesliga der Frauen spielte sie von 2002 bis 2012 für die OSG Baden-Baden (bis 2004 SC Baden-Oos, 2004 bis 2008 OSC Baden-Baden), mit der sie 2003, 2004, 2005, 2008, 2011 und 2012 die deutsche Mannschaftsmeisterschaft der Frauen gewann. In der Saison 2015/16 spielte Klink in der Frauenbundesliga für die SF Deizisau.

### Sonstiges
Seit 2006 ist sie Jugendtrainerin der Schachsparte des ESV Rot-Weiß Göttingen.